# Pic du Marboré
De Pic du Marboré (soms kortweg Marboré) is een 3248 meter hoge bergtop van het massief van de Monte Perdido in de Pyreneeën. De Pic du Marboré torent hoog boven de Cirque de Gavarnie en bevindt zich op de Frans-Spaanse grens, die hier over de hoofdkam van de Pyreneeën en dus de Pic du Marboré loopt. De berg vormt na de Vignemale de hoogste berg in de Pyreneeën die (deels) in Frankrijk ligt. De top vormt eveneens het tweede hoogste punt van de hoofdkam van de Pyreneeën, die grotendeels de staatsgrens tussen Spanje en Frankrijk volgt.
"Marboré" betekent marmer en heeft twee mogelijke oorsprongen. Ofwel verwijst dit naar een voormalige marmergroeve aan de voet van de zone van de Pic du Marboré en de Cylindre du Marboré, ofwel verwijst het naar de vroege geologische theorieën uit de achttiende eeuw waarin men dacht dat het gesteente van de Monte Perdido uit een zo'n harde soort kalksteen bestond dat dit wel marmer moest zijn. Marmer is de metamorfe vorm van kalksteen.
De Pic du Marboré maakt deel uit van de reeks toppen die de Cirque de Gavarnie omringen. Ten westen van le Casque vindt men zo: "le pic de la Cascade", "l'Épaule", "la Tour" en "le Casque".

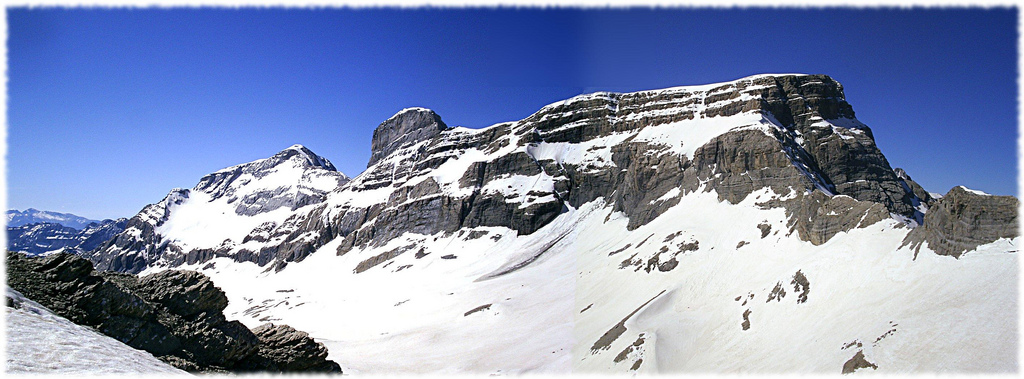
Zicht op de Marboré (rechts vooraan), de Cilinder (centraal) en de Monte Perdido (links achteraan)